# Karower Teiche
Die Karower Teiche sind ein Naturschutzgebiet im Nordosten von Berlin. Namenspate war der östlich angrenzende Ortsteil Karow. Als Lebensraum für Amphibien, Libellen und Wasservögel ist es von überregionaler Bedeutung.

## Größe und Lage
Das 128,6 Hektar große Gebiet liegt im Naturpark Barnim. Die zusammen 14,6 Hektar messenden Teiche sind durchschnittlich nur einen Meter tief. Der durchfließende Lietzengraben trennt hier die Pankower Ortsteile Französisch Buchholz im Süden und Buch im Norden. Das namensgebende Karow besitzt keinen Anteil. Das Areal begrenzen im Osten die Panke, im Süden die Pankgrafenstraße, im Westen die Bucher Straße sowie im Norden die Bundesautobahn 10, der Berliner Ring führt ausschließlich zwischen Karow und Buch für knapp sechs Kilometer direkt durch das Berliner Stadtgebiet, und die Regionalbahnstrecke 27 der Niederbarnimer Eisenbahn.

## Geschichte

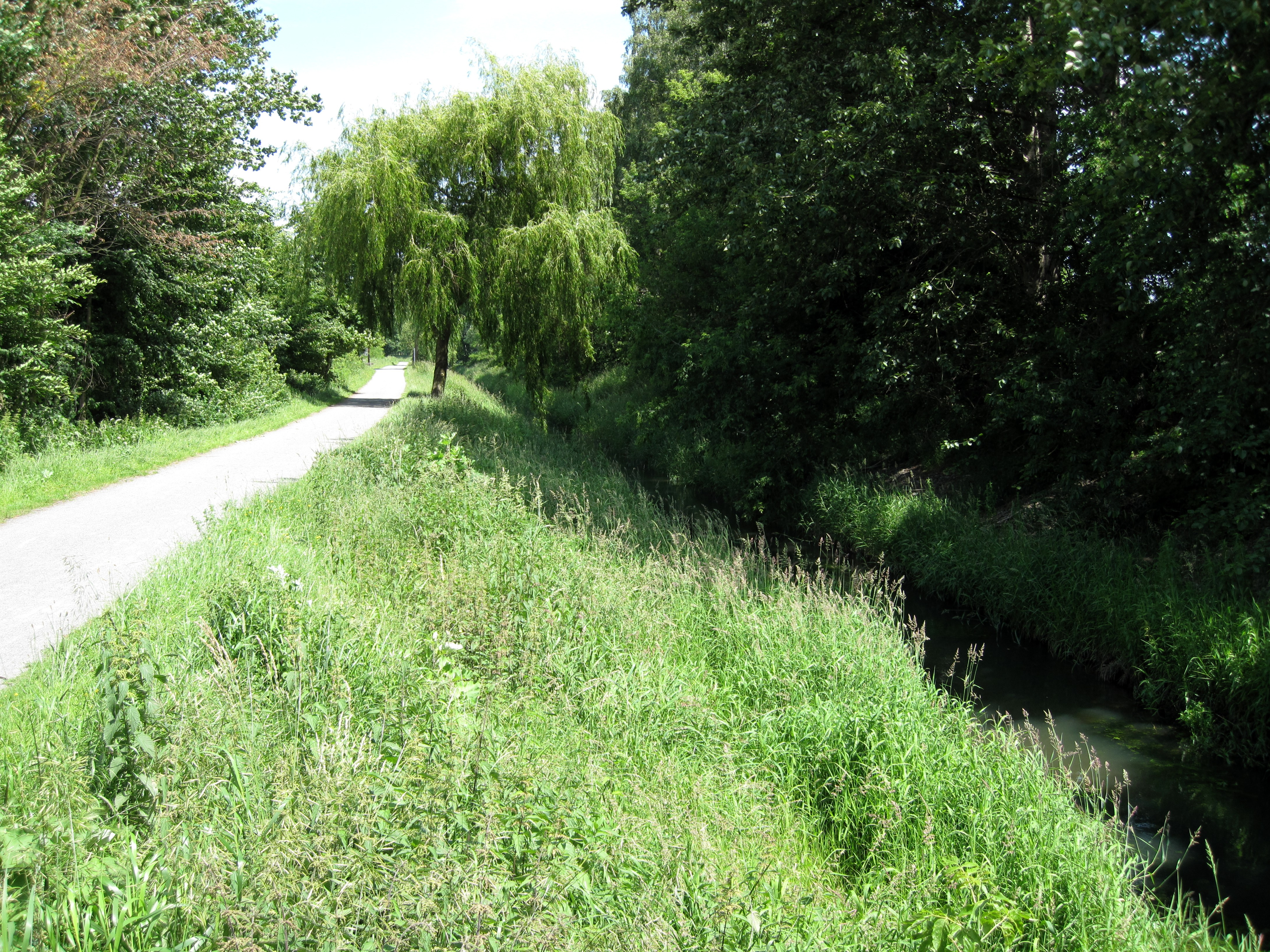
Die Panke – östliche Grenze des Naturschutzgebietes

Die Karower Teiche liegen am Übergang vom Barnim zum Berliner Urstromtal. Die von der lehmig-sandigen Hochfläche kommenden Panke und Lietzengraben gruben nach der letzten Kaltzeit Schmelzwasserrinnen durch den hier bis zu zehn Metern tiefen Sander. Später verlandeten diese Rinnen und es bildeten sich Niedermoore. Im 19. Jahrhundert wurden die beiden Bäche begradigt und es begann der Torfabbau. Dadurch entstanden der Inselteich im Nordwesten und der Weidenteich im Südwesten, der Ententeich im Nordosten und der Schilfteich im Südosten wurden 1911 für die Fischzucht ausgehoben.
Nach der Gründung der Berliner Rieselgüter in Blankenfelde 1890 und in Buch 1898 wurden in der Nachbarschaft und im Gebiet selbst Berliner Rieselfelder angelegt. Die Karower Teiche dienten zur Nachklärung oder Direkteinleitung der Abwässer. Wegen des hohen Schadstoffeintrags musste in den 1920er Jahren die Fischzucht aufgegeben und 1980 der Zufluss aus dem Lietzengraben gesperrt werden. Die nun ausschließliche Speisung durch Niederschläge und unterirdisches Sickerwasser führte zur Senkung des Wasserspiegels. Verschärft wurde die Situation durch die Einstellung der Rieselfeldwirtschaft 1985, einige Teiche fielen zeitweise sogar trocken. Zur Erhaltung der Feuchtbiotope wurde der Lietzengraben 1986 angestaut, sodass ein Teilstrom die Teiche durchfließt.
Bereits Mitte der 1960er Jahre begann die Erfassung der Vogelarten durch die Gesellschaft für Natur und Umwelt Pankow. Für die 750-Jahr-Feier der Hauptstadt im Jahr 1987 fasste die Ost-Berliner Verwaltung 1984 den Beschluss auf einem Großteil der Rieselflächen Erholungswälder anzulegen, so auch hier. Aufgrund der hohen Schwermetallbelastung der Böden und einer falschen Artenwahl wuchsen nur wenige Bäume an. Bis 1990 wurden die Gewässer fischereilich bewirtschaftet. Am 20. Juni 1994 wurde das Gebiet unter Naturschutz gestellt, 1997 ergänzt durch einen Pflege- und Entwicklungsplan (PEP). Nun stand der Erhalt der Teiche und der halboffenen Landschaft im Vordergrund. Nur im Außenbereich sah die Konzeption ein Wald aus standortheimischen Bäumen als Pufferzone vor. Am 30. November 2007 wurden 0,4 Hektar entlang der Autobahn der Schutzstatus entzogen. Die Einleitung von gereinigtem Wasser aus dem Klärwerk Schönerlinde in den Bucher Forst verbesserte auch den Wasserhaushalt der Karower Teiche. Ungeklärt ist das Problem des Faulschlamms.

## Flora
Die Teiche weisen ausgedehnte Röhrichtbestände auf, die aus Breitblättrigem Rohrkolben, Schilfrohr und Wasser-Schwaden bestehen. Auf den Verlandungszonen wachsen typische Pflanzenarten der feuchteren und trockeneren Hochstaudenfluren, z. B. Echte Zaunwinde, Gewöhnlicher Wasserdost, Kuckucks-Lichtnelke, Sumpf-Dotterblume, Sumpf-Gänsedistel, Wiesen-Sauerampfer und Wiesen-Schaumkraut. Auf den feuchten und nassen Standorten, besonders an den westlichen Teichen, stocken Erlen-Grauweiden-Gebüsche und Erlenbruchwälder. Auf den einstigen Rieselfeldparzellen breiten sich vor allem ruderale Halbtrockenrasen mit Quecken und Windhalm aus, an einigen Stellen entwickeln sich artenreichere Glatthafer-Wiesen.
Auf den Aufforstungsflächen zeigt sich eine halboffene Landschaft mit kleinen Gehölzen (auch aus Obstbäumen), Hecken, Hochstauden und Wiesen. Bloß nordöstlich des Ententeichs konnte sich ein größerer Wald etablieren, der neben wenigen gebietstypischen Stiel-Eichen vor allem standortfremde Arten wie Eschen-Ahorn und Pappel-Hybriden enthält. Bisher (Stand: Juni 2009) wurden im Naturschutzgebiet 334 wildwachsende Pflanzen registriert, darunter 44 Arten die auf der Roten Liste Berlins stehen.
| Name        | Ententeich                   | Inselteich                   | Schilfteich                  | Weidenteich                  | Karower Teiche               |
| Bild        |                              |                              |                              |                              |                              |
| Koordinaten | 52° 37′ 21″ N, 13° 27′ 46″ O | 52° 37′ 25″ N, 13° 27′ 39″ O | 52° 37′ 13″ N, 13° 27′ 40″ O | 52° 37′ 16″ N, 13° 27′ 32″ O | 52° 37′ 20″ N, 13° 27′ 37″ O |

## Fauna

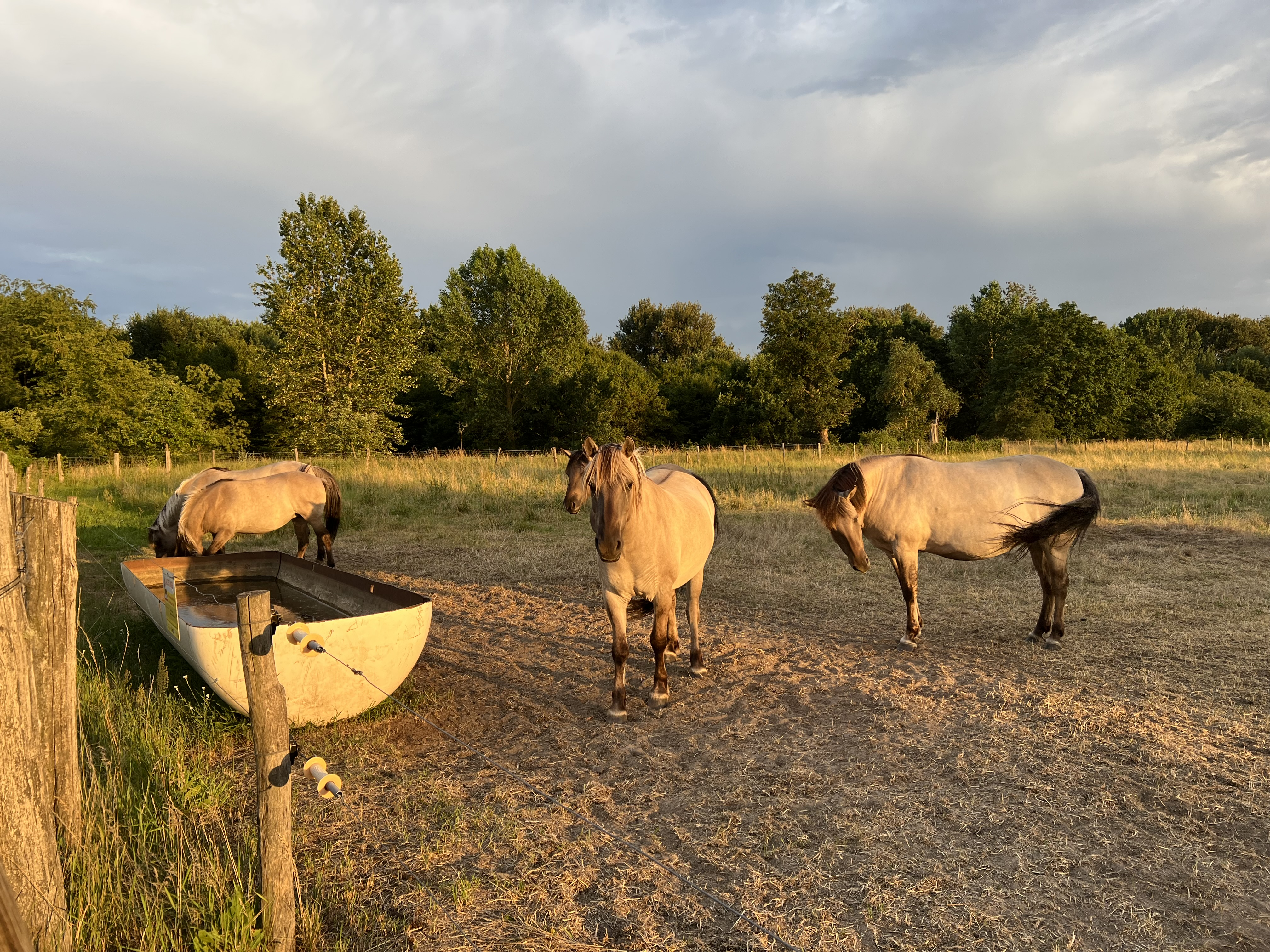
Konik Pferde im Naturschutzgebiet

Das Naturschutzgebiet beheimatet 90 von 151 Brutvogelarten Berlins, darunter viele bedrohte Spezies. Von besonderer Bedeutung sind die hier brütenden und rastenden Wasser- und Schilfvögel, dazu zählen Bartmeise, Löffel-, Reiher-, Schnatter- und Tafelente, Graugans, Höckerschwan, Rohr- und Zwerg-Rohrdommel, Rohrsänger-Arten, Rohrweihe, Hauben-, Rothals- und Zwergtaucher, Tüpfelsumpfhuhn sowie Wasserralle. In den ufernahen Bäumen hängen die Nester der Beutelmeisen. Außerdem nutzen Tausende Schwalben und Stare den Röhrichtgürtel während der Zugsaison im Spätsommer als Schlafplatz. Die halboffenen Flächen dienen verschiedenen Greifvögeln, Neuntöter und Sperbergrasmücke als Jagdrevier. In den weniger artenreichen Pappel- und Ahornforsten sind Baumpieper, Gartengrasmücke und Pirol zu finden. In der Panke taucht regelmäßig die Gebirgsstelze nach Beute. Wenn in regenarmen Sommern die Teiche trockenfallen, stellen Schwarzstorch und Silberreiher den Fischen nach. Weitere Arten, wie das Braun- oder Schwarzkehlchen sind hier heimisch.
Die Karower Teiche sind als Laichgebiet für Lurche von überregionaler Bedeutung. Krötentunnel an der Pankgrafenstraße unterstützen sie bei ihrer Wanderung. Erd- (bis zu 2500 Tiere während der Paarung), Knoblauch- und Wechselkröte sowie Gras-, Moor- (Bestand von 20 bis 50 Tieren) und Teichfrosch kommen häufiger vor. Von den Reptilien treten nur Ringelnatter und Zauneidechse regelmäßig auf. Letzteren bieten die trockenen Böschungen an der Bucher Straße mit Halbtrockenrasen und Brombeer-Gebüschen ein gutes Habitat. Wegen der unzureichenden Wasserqualität und des zeitweisen Austrocknens der Teiche ist der Fischbestand klein an Arten und Zahl, natürlich über den Lietzengraben zugewandert sind Dreistachliger Stichling, Giebel und Karausche. Zu den 22 bisher nachgewiesenen Libellen-Arten gehören Gebänderte Prachtlibelle, Gemeine Winterlibelle, Große Königslibelle, Keilfleck-Mosaikjungfer und Kleines Granatauge. Wichtigstes Biotop für die Libellenlarven ist der Weidenteich.

## Tourismus

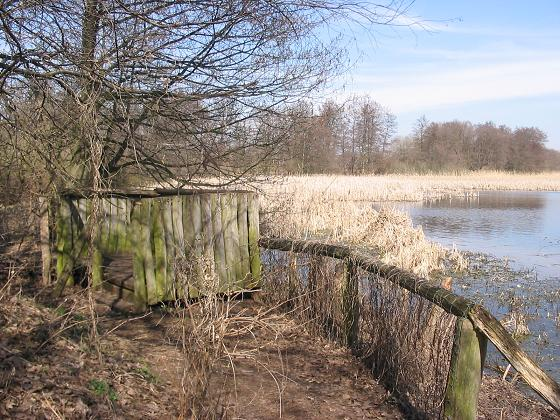
Plattform am Inselteich

Vom Bahnhof Berlin-Karow sind es nur 20–30 Minuten zu Fuß bis zu den Karower Teichen, die besonders an den Wochenenden stark besucht sind. Der größte Teil des Gebietes ist unzugänglich und mit Zäunen abgeschirmt. Über den Pankeweg, hier verläuft auch der Radfernweg Berlin–Usedom, den kreuzenden Barnimer Dörferweg, sowie parallel zu den o. g. Straßen kann das Gelände einmal umrundet werden. Der eigentliche Teichweg führt zwischen den nördlichen und südlichen Teichen hindurch. Vier etwa einen halben Meter hohe Aussichtsplattformen aus massiven Bohlen gewähren einen Einblick in die Vogel- und Amphibienwelt, ohne diese zu stören.